# Hexafluorohlinitan sodný

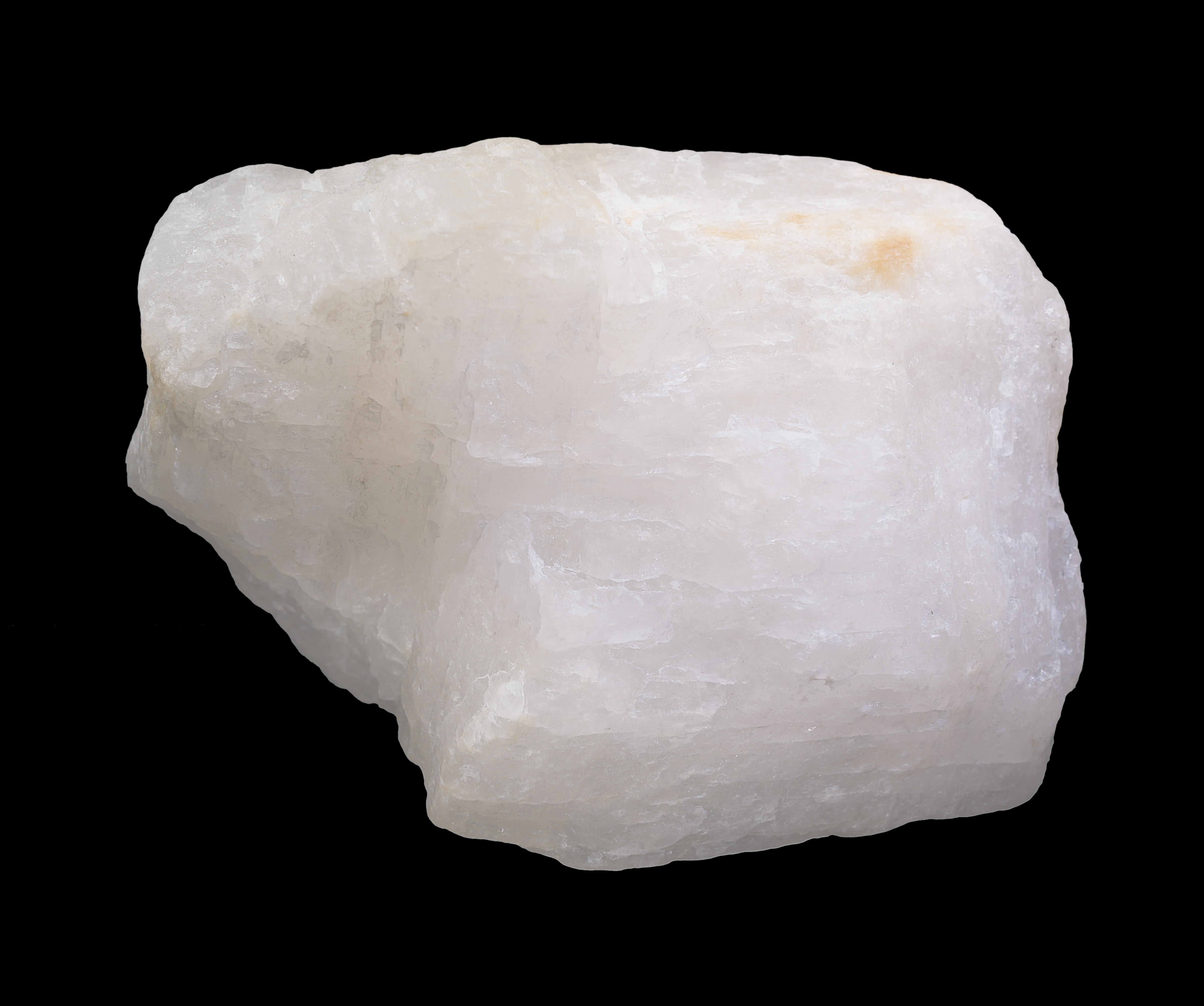
Kryolit

Hexafluorohlinitan sodný (triviální název kryolit), Na3[AlF6] je bílá krystalická látka, téměř nerozpustná ve vodě. Je používán především jako tavidlo pro snížení teploty tání bauxitu (výhodné pro výrobu hliníku elektrolýzou), také jako přísada pro výrobu skloionomerního cementu v zubním lékařství. V přírodě se vyskytuje jako minerál kryolit, který krystalizuje v jednoklonné soustavě. Má zrnité agregáty. Je to čirý, někdy i bílý minerál. Má skelný lesk, tvrdost 2,5. Vzniká v pegmatitech. Je původní surovinou hliníku. Těží se hlavně v Grónsku.

## Výroba
Většina kryolitu se vyrábí reakcí oxidu hlinitého s kyselinou fluorovodíkovou a hydroxidem sodným nebo s kyselinou hexafluorokřemičitou:
6 NaOH + Al2O3 + 12 HF → 2 Na3AlF6 + 9 H2O

## Využití
Hlavní využití syntetického kryolitu je jako tavidlo při elektrolytické výrobě hliníku z bauxitu. Využívá se také jako pesticid, bělidlo pro smalty a při zakalování skla.